# Aalburg
Aalburg este o comună în provincia Brabantul de Nord, Țările de Jos.

## Localități
Babyloniënbroek, Drongelen, Eethen, Genderen, Meeuwen, Spijk, Veen, Wijk en Aalburg. Primăria este situată la Wijk en Aalburg.